# گکیدان هیتوری
گکیدان هیتوری (انگلیسی: Gekidan Hitori؛ زادهٔ ۲ فوریهٔ ۱۹۷۷) بازیگر، رمان‌نویس، صداپیشگی در ژاپن، کمدین، کارگردان فیلم، ترانه‌سرا، شخصیت‌های تلویزیونی در ژاپن، و فیلم‌نامه‌نویس اهل ژاپن است.
از فیلم‌ها یا برنامه‌های تلویزیونی که وی در آن نقش داشته‌است می‌توان به سگودون اشاره کرد.